# Patrick Honohan
Patrick Honohan (* 9. Oktober 1949 in Dublin) ist ein irischer Wirtschaftswissenschaftler. Er war von September 2009 bis November 2015 Präsident der Zentralbank von Irland. Als eine seiner wichtigsten Aufgaben galt die Mithilfe zur Überwindung der seit 2008 andauernden irischen Bankenkrise.

## Leben und Wirken

### Ausbildung
Honohan erwarb 1971 einen B.A. in Wirtschaftswissenschaften und Mathematik am University College Dublin und erhielt 1973 einen M.A. von der gleichen Einrichtung. Von der London School of Economics and Political Science (LSE) bekam er 1974 einen M.Sc. in Ökonometrie und Wirtschaftsmathematik und 1978 einen PhD.

### Beruflicher Werdegang
Vor der Verfolgung postgradueller Forschungstätigkeiten nahm Honohan 1971 eine Stelle am Internationalen Währungsfonds an. Während er seinen PhD in London abschloss, trat er zudem dem wirtschaftswissenschaftlichen Mitarbeiterstab der Zentralbank von Irland bei. Im Laufe der 1980er Jahre war er Wirtschaftswissenschaftlicher Berater von Taoiseach Garret FitzGerald und begann danach bei der Weltbank zu arbeiten. Im Anschluss daran verbrachte Honohan sieben Jahre als Forschungsprofessor am Economic and Social Research Institute, bevor er 1998 als Führender Wirtschaftswissenschaftler (Lead Economist) zur Weltbank zurückkehrte und dort anschließend Chefberater für Finanzsektorpolitik wurde.
Neben seiner Tätigkeit als Autor einer Vielzahl von akademischen Diskussionspapieren und Monographien, hat Honohan auch Wirtschaftswissenschaften an der LSE, University of California, San Diego, der Australian National University und dem University College Dublin unterrichtet.
Er wurde 2007 zum Professor für Internationale Finanzwissenschaften und Entwicklung am Trinity College Dublin ernannt.
Im September 2009 wurde Honohan zum Präsidenten der Zentralbank von Irland ernannt.
2002 wurde er in die Royal Irish Academy gewählt.

## Werke
- The Central Bank as Crisis Manager. Peterson Institute for International Economics, Washington 2024, ISBN 978-0-88132-753-3.